# 内藤修
内藤 修（ないとう　おさむ、1949年4月14日 - 2016年10月22日）は、日本のスピードスケート選手である。オリンピアン。長野県佐久市出身。　

## 経歴
臼田高校（現・長野県佐久平総合技術高等学校）を経て1972年日本大学文理学部を卒業。高校時代に全国高校大会で5000ｍ、10000ｍに高校記録を出して優勝。日本学生選手権では10000ｍに3連覇。ユニバーシアード10000ｍで銅メダルを獲得。1972年札幌オリンピックでは5000m16位、10000m12位だった。1974年の第43回全日本スピードスケート選手権大会で総合優勝。世界選手権に2度出場した。　
2016年、急性心筋梗塞のため67歳で死去した。